# Carolyn Bertozzi
Carolyn Ruth Bertozzi (Boston, Massachusetts, 19 de maio de 1966) é uma bioquímica estadunidense. É membro da National Academy of Inventors.
Foi laureada com o Nobel de Química de 2022, juntamente com Morten Meldal e Barry Sharpless, "pelo desenvolvimento da química do clique e da química bioortogonal".

## Prêmios e honrarias
- Nobel de Química, 2022
- Prêmio Wolf de Química, 2022
- Membro Estrangeiro da Royal Society (ForMemRS), 2018[2]
- Prêmio Arthur C. Cope, 2017